# Ї
Ї, ї（烏克蘭語羅馬化：Yi）是一个乌克兰语和卢森尼亚语使用的西里尔字母。

## 字母的次序
在乌克兰语字母中排第13位，在盧森尼亞語伏伊伏丁那字母中排第12位，在卢森尼亚语字母中排第15位。

## 音值
在乌克兰语和卢森尼亚语为/ji/。

## 字符编码
| 字符编码 | Unicode | ISO 8859-5 | KOI8-U |
| -------- | ------- | ---------- | ------ |
| 大写     | U+0407  | A7         | B7     |
| 小写     | U+0457  | F7         | A7     |

## 文化

字母“Ї”标记

- 2013年国际母语日，乌克兰里夫内树立了一个以字母为造型的高达3.6米的木雕，木雕上覆盖有羊毛织物[1]。
- 2022年俄罗斯入侵乌克兰，字母“Z”在俄罗斯流行文化中用作支持入侵的标志。作为反击和抗议，9月初，马里乌波尔的乌克兰人和俄罗斯反战人士把现代俄语中不存在的字母塑造成支持乌克兰独立自主和抵抗俄罗斯侵略者的象征[2]。

## 参看
- Й й（西里尔字母）
- Ï ï（拉丁字母）